# Верас, Дени
Дени́ Вера́с д’Алле (фр. Denis Veiras d’Allais; около 1630, Алес — около 1696) — французский протестант, пришедший к деизму, автор известной утопии «История севарамбов».

## Биография
О жизни Дени Вераса известно немного, год рождения определён очень приблизительно, а год смерти вовсе неизвестен. С течением времени и с новыми изданиями его фамилия искажалась, превратившись в конце концов в как бы дворянскую Vairasse d’Allais. В труде Игоря Шафаревича «Социализм» он назван «Веррас», и эта ошибка закрепилась в научно-популярной литературе.
Верас родился в протестантской мелкобуржуазной семье в городке Алес (Лангедок, Франция). Карьеру он начал с того, что записался в королевскую армию и два года участвовал в войне за Пьемонт. После этого получил образование и в 1660 году стал доктором права. Верас готовился зарегистрироваться в качестве адвоката в парламенте Тулузы, но из-за религиозных преследований протестантов вынужден был эмигрировать в Англию. Там он служил у второго герцога Бекингема, был вхож в общество секретаря адмиралтейства Сэмюэла Пипса. Именно в Лондоне в 1675 году, на английском языке, вышло первое издание его единственной книги. После опалы Бэкингема Верас вернулся во Францию, но после отмены Нантского эдикта вновь был вынужден эмигрировать, на этот раз в Голландию, где его следы теряются.

## История севарамбов
Французское издание «Истории севарамбов» вышло в двух томах в 1677-79 годах, в 1683 году появился голландский перевод, в 1689 году — немецкий, в 1728 году — итальянский. Книга была известна Пьеру Бейлю, Руссо, Канту и Кабе.
Содержание книги представляет собой историю основания колонии на Южной земле. Король Севариас и его спутники пробуют разные государственные системы, и в конце концов останавливаются на одной, наиболее приемлемой. Это конституционная монархия, в которой отсутствует дворянство, частная собственность, все обязаны трудиться 8 часов в сутки, дети воспитываются государством.
Это первая открыто антирелигиозная утопия.
Изложение было настолько правдоподобно, что редактор газеты «Journal des Sçavans» в рецензии 1678 года не мог решить, истинное это описание или успешная мистификация.